# Secretaria Municipal de Finanças e Desenvolvimento Econômico de São Paulo
A Secretaria Municipal de Finanças e Desenvolvimento Econômico ou Secretaria Municipal de Finanças ou (SF), criada na gestão do prefeito Abrahão Ribeiro pelo advento do Decreto-Lei nº 333, de 27 de dezembro de 1945, é um órgão da Administração Direta da Prefeitura de São Paulo, exercendo um papel importante na atividade econômica e tributária do Município, devido às inúmeras atividades a ela concernentes.

## Atribuições
Incumbe à Secretaria Municipal de Finanças a fiscalização e a arrecadação de tributos municipais, como o IPTU, o ISS, a Taxa de Fiscalização de Estabelecimento (TFE), contribuições de melhoria entre outros.
Entre suas atribuições, estão a de administrar a dívida pública interna e externa do Município de São Paulo; a de realizar estudos e pesquisas para acompanhamento da conjuntura econômica e fixação de preços públicos; e celebrar convênios com órgãos federais, estaduais e de outros municípios que objetivem o aprimoramento da fiscalização tributária e a melhoria da arrecadação.
Também é função desta secretaria a contabilização das contas do Município; a arrecadação, a guarda e a aplicação de recursos financeiros; o controle interno da Administração Direta e Indireta, quanto à  legalidade, legitimidade, economicidade, aplicação das subvenções e renúncia de receitas.

## Estrutura
A Secretaria Municipal de Finanças possui uma estrutura organizacional complexa, sendo composta da seguinte maneira:
• Gabinete do Secretário (GABSF);
• Subsecretaria da Receita Municipal (SUREM);
• Subsecretaria do Tesouro Municipal (SUTEM);
• Conselho Municipal de Tributos (CMT);
• Coordenadoria de Administração (COADAM);
• Auditoria Geral (AUDIG)

### Gabinete do Secretário
O Gabinete do Secretário é composto por unidades responsáveis pelo auxílio das atividades do Secretário Municipal de Finanças no exercício de suas atribuições.
O Secretário possui uma ampla relação de atribuições, sendo as de planejar, dirigir, coordenar, orientar a execução, acompanhar e avaliar as atividades das unidades integrantes da estrutura da Secretaria Municipal de Finanças; assessorar o Prefeito em assuntos de sua competência; exercer as atribuições que lhe forem expressamente delegadas; atender às solicitações oriundas do Poder Judiciário, Ministério Público, Delegacias de Polícia e demais órgãos da Administração Direta e Indireta da União, Estados, Municípios e Distrito Federal; praticar os demais atos necessários ao cumprimento das competências e à consecução dos objetivos, metas e finalidades da Secretaria Municipal de Finanças.
Já ao Secretário-Adjunto compete substituir o Secretário Municipal de Finanças em seus impedimentos legais; representá-lo junto a autoridades e órgãos; coordenar, consolidar e submeter ao Secretário o plano de ação global da Secretaria; prestar assistência na supervisão e coordenação das atividades da Secretaria e das entidades a ela vinculadas.
Estão subordinadas e prestam assistência direta ao Secretário, compondo o seu Gabinete:
• Chefia de Gabinete;
• Assessoria de Comunicação (ASCOM);
• Assessoria de Planejamento (ASPLA);
• Assessoria de Tecnologia de Informação e Modernização (ASTIM);
• Assessoria Jurídica (ASJUR);
• Assessoria Econômica (ASECO)

### Subsecretaria da Receita Municipal
A Subsecretaria da Receita Municipal é encarregada de subsidiar as ações da Administração no que concerne aos assuntos relativos à legislação tributária, notadamente aqueles que tratam do lançamento e fiscalização dos tributos municipais, atuando de acordo com as diretrizes estabelecidas pelo Secretário.
Tem como função também a coordenação, supervisão, controle e avaliação das atividades de administração tributária do Município de São Paulo; proposição de medidas de aperfeiçoamento, regulamentação e consolidação da legislação tributária municipal; celebração de convênios com órgãos e entidades de direito público ou privado, para permuta de informações, racionalização de atividades e realização de operações conjuntas voltadas à Administração Tributária; realização das atividades de integração entre o Fisco e o contribuinte; , a concessão de isenções, imunidades e regimes especiais; educação tributária etc.
A Subsecretaria da Receita Municipal, por sua vez, divide-se nos seguintes departamentos:
• Departamento de Fiscalização (DEFIS);
• Departamento de Arrecadação e Cobrança (DECAR);
• Departamento de Tributação e Julgamento (DEJUG)

### Subsecretaria do Tesouro Municipal
A Secretaria do Tesouro Municipal é incumbida de propor diretrizes para o cumprimento da política econômica e financeira do Município; exercer o controle dos gastos públicos e da dívida municipal; administrar os compromissos financeiros, haveres e disponibilidades do Município; e gerir e administrar as dívidas interna e externa do Município, operações de crédito e os repasses realizados por meio de convênios e acordos.
A Subsecretaria do Tesouro Municipal também se divide por departamentos, da seguinte maneira:
• Departamento de Administração Financeira (DEFIM);
• Departamento de Contadoria (DECON);
• Departamento de Haveres e Dívidas (DEHAD)

### Conselho Municipal de Tributos
O Conselho Municipal de Tributos foi criado com a publicação da Lei Municipal nº 14.107, de 12 de dezembro de 2005, que também sistematizou normas do processo administrativo fiscal.
Surgiu como um órgão de vulgarmente chamado segunda instância, tendo em vista que sua função é a de julgar as decisões administrativas controversas entre o contribuinte e a Administração.
O CMT é composto por sua Presidência, Vice-Presidência, Câmaras Reunidas, quatro Câmaras Julgadoras Efetivas, duas Câmaras Julgadoras Suplementares, Representação Fiscal e Secretaria. Sua composição se dá por representantes do governo e da sociedade.
As Câmaras Reunidas constituem-se pelo agrupamento das Câmaras Julgadoras, tendo, nos termos da lei, a função de julgar as questões que exigem decisão de plenário.
Cada Câmara Julgadora é composta por três Conselheiros representantes dos contribuintes e três Conselheiros representantes da Prefeitura do Município de São Paulo (dois Auditores-Fiscais e um Procurador do Município).
A Representação Fiscal tem a função de defender os interesses do Município no processo administrativo fiscal, contra-arrazoando os recursos interpostos pelo sujeito passivo.
A Secretaria executa os serviços administrativos e os trabalhos de expediente do CMT.

### Coordenadoria de Administração
A Coordenadoria de Administração, subordinada à Chefia de Gabinete, é responsável pelo planejamento, elaboração e execução de programas de capacitação e desenvolvimento de funcionários, e pela coordenação, execução e controle de atividades relacionadas com pessoal, apoio administrativo e serviços gerais.
Entre suas atividades, tem a incumbência de promover o controle geral dos serviços de expediente, protocolo, tramitação de documentos e papéis, arquivo geral, reprografia, almoxarifado e transporte. É responsável ainda pelo levantamento das necessidades de compras e contratações de serviços e pela proposição da realização das respectivas modalidades de licitação.
A Coordenadoria de Administração também deve propor à Assessoria Jurídica a elaboração de contratos, bem como a prorrogação, rescisão, aditamentos e quitações e o acompanhamento de sua execução.
A unidade realiza atividades relacionadas a serviços de manutenção de mobiliário e dos imóveis ocupados pela Secretaria e controla o uso dos bens imóveis. Além disso, é responsável pela elaboração da proposta orçamentária da Secretaria de Finanças e realiza a adequada aquisição, tratamento, armazenamento, recuperação e disponibilização dos dados e documentos sob sua guarda.
A COADM é composta pelas seguintes divisões:
• Divisão de Recursos Humanos (DIRHU);
• Divisão de Desenvolvimento e Capacitação de Recursos Humanos (DICAP);
• Divisão de Recursos Logísticos (DILOG);
• Divisão de Compras e Contratos (DICOM);
• Divisão de Execução Orçamentária e Financeira (DIEOF)

### Auditoria Geral
A Auditoria Geral é o órgão responsável pela fiscalização do controle interno da Administração Direta e Indireta e de entidades de Direito Privado que recebem recursos do Município de São Paulo (Terceiro Setor).
A AUDIG realiza auditorias programadas e especiais, a partir da emissão de Ordens de Serviços, visando fomentar ações que visem promover a eficiência e eficácia na utilização dos recursos públicos, bem como a economicidade e a efetividade dos programas de governo.
A Auditoria Geral é composta da seguinte maneira:
• Gabinete do Auditor Geral (AUDIG G);
• Divisão de Auditoria Operacional (DIAOP);
• Divisão de Auditoria de Desempenho (DIADE);
• Divisão de Auditoria Contábil (DIAUC);
• Divisão de Auditoria de Sistema (DIASI);
• Divisão de Auditoria Interna (DIAIT)

## Serviços
A relação de serviços prestados pela Secretaria Municipal de Finanças é tão extensa quanto a sua estrutura, estando compreendido entre eles o cadastro do contribuinte mobiliário (CCM), a emissão de guias para pagamento de tributos municipais (emissão de Damsp), emissão de certidões, emissão da Nota Fiscal Eletrônica, isenções e imunidades entre tantos outros.
Entre outro serviço importante está o serviço de parcelamento, realizado por intermédio do Programa de Parcelamento Incentivado (PPI), criado em 2006 na gestão do prefeito José Serra. Este serviço visa fazer com que o contribuinte pague suas dívidas para com a fazenda municipal, buscando o facilitamento da quitação, ou seja, do pagamento. Para tanto, são concedidos benefícios, como a redução de juros de mora.
O atendimento se divide entre as seguintes unidades:
• Praça de Atendimento;
• Edifício Andraus;
• Subprefeituras
O atendimento também é possível pela internet e pelo telefone.